# 松若丸 (太田垣光景の子)
松若丸（まつわかまる）は、室町時代の武士。太田垣光景の子。太田垣松若丸とも。

## 生涯
太田垣光景の子として生まれる。生年不詳。父は山名四天王の1人であり、竹田城城主である。
応仁の乱に父と共に出兵するが戦死。没年不詳。

## 登場作品
- 『花の乱』演： 玉置篤規